# Флора СССР
«Флора СССР» — 30-томный фундаментальный коллективный труд советских ботаников, издававшийся на протяжении 30 лет (1934—1964), содержащий впервые выполненные на русском языке описания всех дикорастущих высших растений, произрастающих на территории Советского Союза, сведения по их морфологии, систематике, географическому распространению, условиях обитания, а также ключи для определения растений и монографические обработки многих таксонов.
Издание является важным итогом флористического изучения территории СССР за период времени, прошедший после опубликования на латинском языке четырёхтомной «Flora rossica» (1842—1853) Карла Ледебура и «Incrementa florae phaenogamae rossicae» (1883—1884) Эрнста Рудольфа Траутфеттера.
Объём «Флоры СССР» — около 22 тысяч страниц. Издание содержит описание 17 520 видов высших растений (без мохообразных), относящихся к 1676 родам и 160 семействам; описано около 1800 новых видов. Помимо дикорастущих растений, в издание включено описание многих широко культивируемых видов.
Над созданием «Флоры СССР» трудилось 92 отечественных флориста и систематика и большой коллектив технических сотрудников. Издание содержит 10 тысяч оригинальных рисунков на 1250 листах, выполненных 35 художниками на высоком профессиональном уровне.
Стандартное обозначение названия книги при использовании в номенклатурных цитатахː Фл. СССР — в публикациях на русском языке; Fl. URSS (Flora Unionis Rerumpublicarum Sovieticarum Socialisticarum) или Fl. SSSR — в публикациях на иностранных языках.

## История издания

### Предыстория
Предыстория появления 30-томной «Флоры СССР» восходит к двум ранее изданным классическим флористическим сводкам по растениям, произрастающим на территории Российской империи.
Первая из них — «Flora Rossica» появилась в середине XIX века, была опубликована профессором Дерптского университета Карлом Ледебуром и издана в Германии на латинском языке. В обработке некоторых таксонов принимали участие ботаники Э. Фенцль, К. Мейер, А. Гризебах.
Работа эта выходила отдельными выпусками в течение 1842—1853 гг. и содержит диагнозы всех таксонов сосудистых растений (от подклассов до внутривидовых), расположенных по системе Декандоля, с перечислением синонимов. Распространение видов указано по 16 регионам: 1) европейская Арктика, 2) Северная Россия, 3) Средняя Россия, 5) Южная Россия, 5) Крым, 6) Кавказ, 7) Уральская Сибирь (от Урала до Оби и Иртыша), 8) Алтай, 9) Байкальская Сибирь, 10) Даурия, 11) Восточная Сибирь, 12) Чукотка, 13) Арктическая Сибирь, 14) Камчатка, 15) Тихоокеанские острова, 16) Русская Америка. Во многих случаях при описании видов характеристика распространения детализирована до указания губерний, а иногда конкретных пунктов. Описание всех видов семейств завершается таблицами, содержащими статистические сведениями о числе видов каждого рода в указанных выше 16 регионах, о числе однолетников, многолетников и деревянистых растений по регионам, о сопоставлении числа видов в каждом регионе с флорой Германии. Очень важно, что в ней цитируются многочисленные старые и в настоящее время малоизвестные литературные источники, описаны многочисленные новые для науки таксоны.
Со временем территория России стала изменяться в своих границах и, соответственно, количество произрастающих растений на ней увеличилось. Дополнения к «Флоре» К. Ф. Ледебура были опубликованы Э. Р. Траутфеттером в «Incrementa florae phaenogamae rossicae» (1883—1884).
Но уже к концу XIX века ранее опубликованная сводка частично устарела, поэтому в среде ботаников начал подниматься вопрос о необходимости коллективного создания новой российской флоры. В 1900 году русский ботаник Коржинский С. И. получил от императорской семьи деньги на обработку и издание «Флоры Сибири», которая была задумана им и его коллегами как первая часть «Флоры России». Второй запланированной частью была «Флора Средней Азии и Туркестана», третьей — «Флора Европейской России и Кавказа». Однако осенью того же года С. И. Коржинский скоропостижно умер. Проект, хотя и потерял своего основного энтузиаста, всё же был через некоторое время продолжен новым директором Ботанического музея Императорской Академии наук И. П. Бородиным. Под его руководством были накоплены новые коллекции растений, обработано несколько крупных таксонов. Однако воплотить в жизнь проект по созданию новой российской флоры в дореволюционное время так и не удалось.

### Начало работ и выпуск томов
В Советском Союзе работы по составлению флоры СССР началась под руководством академика В. Л. Комарова в 1932 году в Ботаническом институте РАН. Помимо сотрудников института к созданию «Флоры СССР» привлекались многие отечественные флористы и систематики из других научных учреждений Москвы, Ленинграда и союзных республик.
Программа издания «Флоры СССР» в феврале 1931 года была рассмотрена на конференции геоботаников и флористов, где были выработаны основные положения составителям для работы над Флорой.
Планировалось, что работа по составлению «Флоры СССР» займёт пятилетний срок, будет всесоюзной, возглавит её коллектив Гербария БИН с привлечением ботаников из других регионов СССР. Вся Флора полностью займёт около 15 томов, которые должны выходить от 1 до 3 в год. В основу общего расположения материала будет взята система А. Энглера, а порядок родов согласуется со сводкой Dalla Torre и Harms «Genera Syphonogamarum». Обязательное для составителей флоры условие состояло в том, что им предписывалось обращать как можно больше внимания на описание местообитания растений и на их пользу или вред для человека.
Для указания географического распространение по Союзу вместо административного деления было принято общегеографическое: Арктика, Европейская часть СССР, Кавказ, Средняя Азия, Западная Сибирь, Восточная Сибирь, Дальний Восток. В пределах же этих основных регионов в основу положены крупные речные бассейны или горные страны.
Большинство обработок таксономических групп высших растений во «Флоре СССР» выполнено на высоком для своего времени научном уровне на основе единых теоретических установок в вопросе о виде и видовых рядах, изложенных В. Л. Комаровым в его классических работах «Флора Маньчжурии» и в «Ведении к флорам Китая и Монголии», а также в предисловии к первому тому «Флоры СССР».
В течение тридцатилетнего периода издания «Флоры СССР» происходили изменения границ Советского Союза и это, соответственно, сказалось на полноте описания таксономического состава. Все довоенные и первые послевоенные тома этой сводки не отражают флор новых территорий, вошедших в состав СССР после их опубликования. Растения, распространённые в прибалтийских союзных республиках и в западных областях Белоруссии, Украины и Молдавии стали включаться во «Флору СССР» с 11—12-го томов, а встречающиеся на Карельском перешейке, в Калининградской области, Закарпатье, Тувинской АССР, на Южном Сахалине и Курильских островах — с 14—15-го томов.
«Флора СССР» естественным образом старела на протяжении 30 лет по мере выхода в свет отдельных её томов. Но даже после завершения её издания работа систематиков и флористов не прекращалась. Накопилось множество данных — новых для науки таксонов растений, которые ранее были неизвестны на сопредельных территориях, а впоследствии обнаружены в СССР, заносных видов. Серьёзные изменения по сравнению с «Флорой СССР» претерпела систематика многих групп и, соответственно, номенклатура. Уже в 1967 году в журнале «Новости систематики высших растений» вышел «Перечень новых таксонов флоры Советского Союза, действительно обнародованных в 1934–1966 гг. после выхода в свет „Флоры СССР“», составленный С. К. Черепановым. Этот перечень содержал около 3000 таксонов, в том числе 2400 видов. В 1973 году вышла более полная работа Черепанова — «Свод дополнений и изменений к „Флоре СССР“ (тт. I—XXX)», в который были включены все новые таксоны высших растений от подвида до семейства включительно, описанные и обнаруженные на территории Советского Союза в 1934—1971 гг. после выхода в свет соответствующих томов «Флоры СССР», а также изменения и уточнения границ, ранга, названий, дат и первоисточников обнародования отечественных таксонов. Всего в «Своде» приведено около 6250 новых таксонов, в том числе 4745 видов и подвидов. Кроме того, в работе было учтено около 8860 различных изменений, исправлений и уточнений по сравнению с «Флорой СССР» и более 3485 новых номенклатурных комбинаций.
В последующем обновлённые «Своды» Черепанова С. К. выходили периодически: «Сосудистые растения СССР» (1981) и «Сосудистые растения России и сопредельных государств (в пределах бывшего СССР)» (1995). Эта же книга несколькими месяцами раньше (январь 1995 г.) была опубликована на английском языке под названием «Vascular Plants of Russia and Adjacent States (the former USSR)» Североамериканским отделением издательства Кембриджского университета (North American Branch, Cambridge University Press).

## Список томов, авторов издания и описанных таксонов
| Том | Дата | Гл. редактор  | Редактор тома                 | Авторы | Таксоны |
| --- | ---- | ------------- | ----------------------------- | --- | --- |
| 1   | 1934 | Комаров В. Л. | Ильин М. М.                   | Комаров В. Л., Фомин А. В., Ильин М. М., Бобров Е. Г., Федченко Б. А., Юзепчук С. В., Криштофович А. Н. | Класс Папоротниковые, класс Хвощеобразные, класс Плауновые, класс Полушниковые, класс Гнетовые (Gnetales), подотдел Покрытосеменные (Angiospermae), Семействаː Рогозовые (Typhaceae), Ситниковидные (Juncaginaceae), Сусаковые (Butomaceae), Водокрасовые (Hydrocharitaceae), Ежеголовниковые (Sparganiaceae), Рдестовые (Potamogetonaceae), Взморниковые (Zosteraceae), Наядовые (Najadaceae), Частуховые (Alismataceae) |
| 2   | 1934 | Комаров В. Л. | Рожевиц Р. Ю., Шишкин Б. К.   | Бобров Е. Г., Введенский А. И., Гончаров Н. Ф., Комаров В. Л., Кречетович В. И., Криштофович А. Н., Лавренко Е. М., Ларин, И. В., Невский С. А., Некрасова В. Л., Овчинников П. Н., Рожевиц Р. Ю., Сочава В. Б., Шишкин Б. К.                                                       | Семейство Gramineae — Злаки, или Poaceae |
| 3   | 1935 | Комаров В. Л. | Шишкин Б. К.                  | Гончаров Н. Ф., Кречетович В. И., Криштофович А. Н., Кузенева О. И., Ларин, И. В., Палибин И. В., Рожевиц Р. Ю., Сергиевская Л. П., Шишкин Б. К., Штейнберг Е. И., Цинзерлинг Ю. Д., Юзепчук С. В.                                                                                  | Семейства — Осоковые (Cyperaceae), Пальмовые (Palmae), Ароидные (Araceae), Рясковые (Lemnaceae), Коммелиновые (Commelinaceae), Понтедериевые (Pontederiaceae), Эриокаулоновые (Eriocaulaceae), Ситниковые (Juncaceae) |
| 4   | 1935 | Комаров В. Л. | Комаров В. Л.                 | Введенский А. И., Гончаров Н. Ф., Горшкова С. Г., Гроссгейм А. А., Ильин М. М., Кнорринг О. Э., Комаров В. Л., Крашенниников И. М., Криштофович А. Н., Кузенева О. И., Лозина-Лозинская А. С., Невский С. А., Федченко Б. А., Черняковская Е. Г.                                    | Семейства — Лилейные (Liliaceae), Амариллисовые (Amaryllidaceae), Диоскорейные (Dioscoreaceae), Ирисовые (Iridaceae), Орхидные (Orchidaceae) |
| 5   | 1936 | Комаров В. Л. | Комаров В. Л.                 | Бобров Е. Г., Вульф Е. В., Григорьев Ю. С., Иванова Н. А., Комаров В. Л., Криштофович А. Н., Кузнецова О. И., Лозина-Лозинская А. С., Назаров М. И., Некрасова В. Л., Малеев В. П., Павлов Н. В., Федченко Б. А., Ярмоленко А. В.                                                   | Семейства — Сауруровые (Saururaceae), Хлорантовые (Chloranthaceae), Ивовые (Salicaceae), Восковниковые (Myricaceae), Ореховые (Juglandaceae), Берёзовые (Betulaceae), Буковые (Fagaceae), Вязовые (Ulmaceae), Тутовые (Moraceae), Крапивные (Urticaceae), Протейные (Proteaceae), Санталовые (Santalaceae), Кирказоновые (Aristolochiaceae), Раффлезиевые (Rafflesiaceae), Ремнецветниковые (Loranthaceae), Гречишные (Polygonaceae) |
| 6   | 1936 | Комаров В. Л. | Шишкин Б. К.                  | Васильченко И. Т., Горшкова С. Г., Ильин М. М., Кузенева О. И., Кнорринг О. Э., Муравьёва О. А., Толмачёв А. И., Шишкин Б. К., Штейнберг Е. И. | Семейства — Маревые (Chenopodiaceae), Амарантовые (Amaranthaceae), Никтагиновые (Nyctaginaceae), Телигоновые (Thelygonaceae), Лаконосные (Phytolaccaceae), Аизовые (Aizoaceae), Портулаковые (Portulacaceae), Гвоздичные (Caryophyllaceae) |
| 7   | 1937 | Комаров В. Л. | Шишкин Б. К.                  | Бобров Е. Г., Булавкина А. А., Комаров В. Л., Крашенинников И. М., Кречетович В. И., Криштофович А. Н., Кузенева О. И., Невский С. А., Овчинников П. Н., Палибин И. В., Попов М. Г., Федченко Б. А., Шипчинский Н. В., Штейнберг Е. И., Юзепчук С. В.                               | Семейства — Кувшинковые (Nymphaeaceae), Роголистниковые (Ceratophyllaceae), Лютиковые (Ranunculaceae), Барбарисовые (Berberidaceae), Луносемянниковые (Menispermaceae), Магнолиевые (Magnoliaceae), Аноновые (Aninaceae), Лавровые (Lauraceae), Маковые (Papaveraceae) |
| 8   | 1939 | Комаров В. Л. | Буш Н. А.                     | Бобров Е. Г., Буш Н. А., Васильченко И. Т., Павлов Н. В., Синская Е. Н., Толмачёв А. И., Федченко Б. А., Черняковская Е. Г., Ярмоленко А. В. | Семейства — Каперсовые (Capparidaceae), Крестоцветные (Cruciferae), Резедовые (Resedaceae) |
| 9   | 1939 | Комаров В. Л. | Юзепчук С. В.                 | Борисова А. Г., Комаров В. Л., Криштофович А. Н., Лозина-Лозинская А. С., Малеев В. П., Палибин И. В., Пояркова А. И., Цинзерлинг Ю. Д., Юзепчук С. В. | Семейства — Росянковые (Droseraceae), Толстянковые (Crassulaceae), Камнеломковые (Saxifragaceae), Питтоспоровые (Pittosporaceae), Гамамелидовые (Hamamelidaceae), Эйкоммиевые (Eucommiaceae), Платановые (Platanaceae), Розоцветные (Rosaceae) |
| 10  | 1941 | Комаров В. Л. | Шишкин Б. К., Юзепчук С. В.   | Ковалёв Н. В., Комаров В. Л., Костина К. Ф., Криштофович А. Н., Линчевский И. А., Пояркова А. И., Федоров Ан. А., Юзепчук С. В. | Семейство — Розоцветные (Rosaceae) |
| 11  | 1945 | Комаров В. Л. | Шишкин Б. К.                  | Бобров Е. Г., Борисова А. Г., Васильченко И. Т., Горшкова С. Г., Гроссгейм А. А., Кречетович В. И., Криштофович А. Н., Куприянова Л. А., Лозина-Лозинская А. С., Муравьева О. А., Палибин И. В., Пояркова А. И., Шапаренко К. К., Шишкин Б. К., Штейнберг Е. И., Юзепчук С. В.      | Семейство — Бобовые (Leguminosae) |
| 12  | 1946 | Комаров В. Л. | Шишкин Б. К.                  | Борисова А. Г., Васильченко И. Т., Гончаров Н. Ф., Горшкова С. В., Попов М. Г. | Семейство — Бобовые (Leguminosae), род — Астрагал (Astragalus) |
| 13  | 1948 | Комаров В. Л. | Шишкин Б. К., Бобров Е. Г.    | Бобров Е. Г., Борисова А. Г., Васильев В. Н., Васильченко И. Т., Горшкова С. Г., Григорьев Ю. С., Гроссгейм А. А., Криштофович А. Н., Линчевский И. А., Лозина-Лозинская А. С., Палибин И. В., Федченко Б. А., Шапаренко К. К., Шишкин Б. К.                                        | Семейство — Бобовые (Leguminosae) |
| 14  | 1949 | Комаров В. Л. | Шишкин Б. К., Бобров Е. Г.    | Бобров Е. Г., Борисова А. Г., Васильев В. Н., Введенский А. И., Горшкова С. Г., Грубов В. И., Кречетович В. И., Криштофович А. Н., Линчевский И. А., Невский С. А., Палибин И. В., Победимова Е. Г., Пояркова А. И., Проханов Я. И., Сосновский Д. И., Шишкин Б. К., Юзепчук С. В.  | Семейство — Гераниевые (Geraniaceae), Кисличные (Oxalidaceae), Настурцевые (Tropaeolaceae), Льновые (Linaceae), Парнолистниковые (Zygophyllaceae), Рутовые (Rutaceae), Симарубовые (Simarubaceae), Мелиевые (Melicaceae), Истодовые (Polygalaceae), Молочайные (Euphorbiaceae), Красовласковые (Callitrichaceae), Самшитовые (Buxaceae), Сумаховые (Anacardiaceae), Падубовые (Aquifoliaceae), Бересклетовые (Celastraceae), Клекачковые (Staphyleaceae), Клёновые (Aceraceae), Конскокаштановые (Hippocastanaceae), Бальзаминовые (Balsaminaceae), Крушиновые (Rhamnaceae), Виноградовые (Vitaceae)                    |
| 15  | 1949 |               | Шишкин Б. К., Бобров Е. Г.    | Афанасьев К. С., Борисова А. Г., Васильев В. Н., Горшкова С. Г., Ильин М. М., Клоков М. В., Малеев В. П., Муравьева О. А., Победимова Е. Г., Пояркова А. И., Проханов Я. И., Шишкин Б. К., Штейнберг Е. И., Юзепчук С. В.                                                           | Семейства — Липовые (Tiliaceae), Мальвовые (Malvaceae), Sterculiaceae, Актинидиевые (Actinidiaceae), Чайные (Theaceae), Зверобойные (Guttiferae), Повойничковые (Elatinaceae), Франкениевые (Frankeniaceae), Гребенщиковые (Tamaricaceae), Ладанниковые (Cistaceae), Фиалковые (Violaceae), Датисковые (Datiscaceae), Волчниковые (Thymelaeaceae), Лоховые (Elaeagnaceae), Дербенниковые (Lythraceae), Гранатовые (Punicaceae), Combretaceae, Миртовые (Myrtaceae), Кипрейные (Onagraceae), Водяные орехи (Hydrocaryaceae), Сланоягодниковые (Haloragaceae), Хвостниковые (Hyppuridaceae), Циномориевые (Cynomoriaceae) |
| 16  | 1950 |               | Шишкин Б. К.                  | Бобров Е. Г., Коровин Е. П., Криштофович А. Н., Линчевский И. А., Пояркова А. И., Федченко Б. А., Шишкин Б. К. | Семейства — Аралиевые (Araliaceae), Зонтичные (Umbelliferae) |
| 17  | 1952 |               | Шишкин Б. К.                  | Коровин Е. П., Королева К. М., Криштофович А. Н., Манденова И. П., Пояркова А. И., Шишкин Б. К. | Семейства — Зонтичные (Umbelliferae), Кизиловые (Cornaceae) |
| 18  | 1952 |               | Шишкин Б. К., Бобров Е. Г.    | Бобров Е. Г., Буш Е. А., Буш Н. А., Васильев В. Н., Горшкова С. Г., Гроссгейм А. А., Грубов В. И., Криштофович А. Н., Линчевский И. А., Победимова Е. Г., Пояркова А. И., Рожкова О. И., Смольянинова Л. А., Федоров Ан. А., Шишкин Б. К., Штейнберг Е. И.                          | Семейства — Грушанковые (Pyrolaceae), Вертляницевые (Monotropaceae), Вересковые (Ericaceae), Брусничные (Vacciniaceae), Диапенсиевые (Diapensiaceae), Первоцветные (Primulaceae), Свинчатковые (Plumbaginaceae),Sapotaceae, Эбеновые (Ebenaceae), Маслиновые (Oleaceae), Горечавковые (Gentianaceae), Вахтовые (Menyanthaceae), Кутровые (Apocynaceae), Ластовневые (Asclepiadaceae) |
| 19  | 1953 |               | Шишкин Б. К.                  | Бутков А. Я., Васильев В. Н., Горшкова С. Г., Григорьев Ю. С., Павлов Н. В., Попов М. Г. | Семейства — Вьюнковые (Convolvulaceae), Повиликовые (Cuscutaceae), Синюховые (Polemoniaceae), Водолистниковые (Hydrophyllaceae), Бурачниковые (Boraginaceae), Вербеновые (Verbenaceae) |
| 20  | 1954 |               | Шишкин Б. К., Юзепчук С. В.   | Борисова А. Г., Васильченко И. Т., Волкова Е. В., Горшкова С. Г., Кнорринг О. Э., Куприянова Л. А., Левин Э. Г., Письяукова В. В., Пояркова А. И., Шишкин Б. К., Юзепчук С. В. | Семейство — Губоцветные (Labiatae) |
| 21  | 1954 |               | Шишкин Б. К.                  | Борисова А. Г., Волкова Е. В., Горшкова С. Г., Клоков М. В., Кнорринг О. Э., Куприянова Л. А., Победимова Е. Г., Пояркова А. И., Юзепчук С. В. | Семейство — Губоцветные (Labiatae) |
| 22  | 1955 |               | Шишкин Б. К., Бобров Е. Г.    | Борисова А. Г., Васильченко И. Т., Введенский А. И., Викулова Н. В., Голубкова В. Ф., Горшкова С. Г., Иванина Л. И., Куприянова Л. А., Линчевский И. А., Новопокровский И. В., Пояркова А. И., Проханов Я. И., Семенова М. Н., Федченко Б. А., Шишкин Б. К., Юзепчук С. В.          | Семейства — Паслёновые (Solanaceae), Норичниковые (Scrophulariaceae) |
| 23  | 1958 |               | Шишкин Б. К.                  | Бобров Е. Г., Васильченко И. Т., Горшкова С. Г., Григорьев Ю. С., Грубов В. И., Дорофеев П. И., Ильинская И. А., Клоков М. В., Куприянова Л. А., Линчевский И. А., Новопокровский И. В., Победимова Е. Г., Попов М. Г., Пояркова А. И., Шишкин Б. К., Штейнберг Е. И., Цвелёв Н. Н. | Семейства — Бигнониевые (Bignoniaceae), Сезамовые (Pedaliaceae), Мартиниевые (Martyniaceae), Заразиховые (Orobanchaceae), Пузырчатковые (Lentibulariaceae), Шаровницевые (Globulariaceae), Фримовые (Phrymaceae), Подорожниковые (Plantaginaceae), Мареновые (Rubiaceae), Жимолостные (Caprifoliaceae), Адоксовые (Adoxaceae), Валериановые (Valerianaceae) |
| 24  | 1957 |               | Шишкин Б. К., Бобров Е. Г.    | Бобров Е. Г., Васильченко И. Т., Горшкова С. Г., Федоров Ан. А. | Семейства — Мориновые (Morinaceae), Ворсянковые (Dipsacaceae), Тыквенные (Cucurbitaceae) Колокольчиковые (Campanulaceae) |
| 25  | 1959 |               | Шишкин Б. К.                  | Борисова А. Г., Бочанцев В. П., Васильченко И. Т., Голубкова В. Ф., Горшкова С. Г., Грубов В. И., Кирпичников М. Э., Смольянинова Л. А., Тамамшян С. Г., Цвелёв Н. Н., Цветкова Л. И., Юзепчук С. В.                                                                                | Семействo — Сложноцветные (Compositae) |
| 26  | 1961 |               | Шишкин Б. К., Бобров Е. Г.    | Афанасьев Л. С., Бочанцев В. П., Васильченко И. Т., Горшкова С. Г., Ильин М. М., Кирпичников М. Э., Кнорринг О. Э., Куприянова Л. А., Победимова Е. Г., Поляков П. П., Пояркова А. И., Смольянинова Л. А., Федоров Ан. А., Цветкова Л. И., Цвелёв Н. Н., Шишкин Б. К.               | Семейство — Сложноцветные (Compositae) |
| 27  | 1962 |               | Шишкин Б. К., Бобров Е. Г.    | Бобров Е. Г., Бочанцев В. П., Ильин М. М., Линчевский И. А., Липшиц С. Ю., Сергиевсая Е. В., Чернева О. В., Черепанов С. К., Юзепчук С. В. | Семейство — Сложноцветные (Compositae) |
| 28  | 1963 |               | Бобров Е. Г., Черепанов С. К. | Борисов А. Г., Ильин М. М., Клоков М. В., Линчевский И. А., Победимова Е. Г., Семидел Г. Л., Сосков Ю. Д., Сосновский Д. И., Тамамшян С. Г., Харадзе А. Л., Цвелёв Н. Н., Черепанов С. К., Шостаковский С. А.                                                                       | Семейство — Сложноцветные (Compositae) |
| 29  | 1964 |               | Бобров Е. Г., Цвелёв Н. Н.    | Борисова А. Г., Васильев В. Н., Васильченко И. Т., Кирпичников М. Э., Леонова Т. Г., Липшиц С. Ю., Цвелёв Н. Н., Черепанов С. К., Шишкин Б. К. | Семейство — Сложноцветные (Compositae) |
| 30  | 1960 |               | Шишкин Б. К., Бобров Е. Г.    | Юксип А. Я. | Семейство — Сложноцветные (Compositae), род Ястребинка (Hieracium) |
|     | 1936 | Комаров В. Л. |                               | | Алфавитный указатель названий растений томов I—IV |
|     | 1964 |               | Бобров Е. Г., Цвелёв Н. Н.    | Иванина Л. И., Леонова Т. Г., Маценко А. Е. | Алфавитные указатели к тт. I—XXX |

## Научное значение издания
Научное и практическое значение «Флоры СССР» состоит в том, что она является исключительно важным источником сведений о всей совокупности высших растений, обитающих на территории бывшего СССР и составляет первооснову всех знаний о них для дальнейшего более углубленного их изучения в бореальной и умеренной зонах северного полушария.
«Флора СССР» оказала решающее влияние на весь последующий ход развития флористических и систематических исследований в СССР. После её выхода в свет начался новый и плодотворный этап в исследовании отечественной флоры, этап создания многих региональных флор, определителей и специальных сводок, а также дальнейшей более углубленной разработки систематики и таксономии всех групп высших растений.
Одновременно с работой над «Флорой СССР» начались составляться и публиковаться многочисленные, преимущественно коллективные многотомные флористические сводки, такие как «Флора Мурманской области» (1953—1966), «Флора Ленинградской области» (1955—1965), «Флора Забайкалья» (1937—1954), «Флора БССР» (1949—1959), «Флора УССР» (1936—1965), «Флора Крыма» (1947—1969) Е. В. Вульфа, второе издание «Флоры Кавказа» (1939—1962) А. А. Гроссгейма, «Флора Грузии» (1941—1952), «Флора Азербайджана» (1950—1961), «Флора Армении» (1954—1966), «Флора Казахстана» (1956—1966), «Флора Туркмении» (1937—1960), «Флора Узбекистана» (1941—1962), «Флора Киргизской ССР» (1952—1970), «Флора Таджикской ССР» (1957—1968) и т. д. В этих работах содержится очень много дополнений, изменений и уточнений к соответствующим томам «Флоры СССР». Их публикация привела к серьёзному изменению представлений о составе флор различных частей Советского Союза и всей его территории, об ареале, ранге и распространении большого числа таксонов.
Большой интерес к «Флоре СССР» был проявлен зарубежными учёными. Так, в ФРГ было выполнено её переиздание фотомеханическим способом, а публикация всех 30 томов и алфавитного указателя в переводе на английский язык, осуществлена с 1963 по 2004 год при содействии Смитсоновского института (США).